# Хуан-ді нейцзін Ліншу Сувень
Хуан-ді нейцзін Ліншу Сувень (спрощ.: 黄帝内经; кит. трад.: 黃帝內經; піньїнь: Huángdì Nèijīng), літературна назва Внутрішня настанова Жовтого Імператора або Езотеричний рукопис Жовтого Імператора — давньокитайський медичний текст, що впродовж понад двох тисячоліть розглядався як фундаментальне доктринальне джерело знань з китайської традиційної медицини. Праця складається з двох частин, кожна з яких включає 81 главу, написану у форматі запитань і відповідей між міфічним Жовтим імператором і шістьома його не менш легендарними міністрами.
Перша частина, Сувень (素問), також відома як Головні питання, охоплює теоретичні основи китайської медицини та її діагностичні методи. Друга частина, що згадується менше, Ліншу (靈樞), детально описує акупунктурну терапію.